# Dorotea (plaats)
Dorotea (Zuid-Samisch: Döörte) is de hoofdplaats van de gemeente Dorotea in het landschap Lapland en de provincie Västerbottens län in Zweden. De plaats heeft 1571 inwoners (2005) en een oppervlakte van 235 hectare. Ook ligt Dorotea aan de rivier de Bergvattenån.

## Geschiedenis
Het dorp is al bewoond in 1713; het heet dan nog Bergvattnet (Birjevahne). Op 21 mei 1799 krijgt het haar huidige naam; er staan dan ongeveer 40 huizen en een kerk. Dorotea is, net als Vilhelmina, vernoemd naar Frederica Dorothea Wilhelmina van Baden (1781-1826), gemalin van de Zweedse koning Gustaaf IV Adolf.

## Verkeer en vervoer
Bij de plaats lopen de E45 en Riksväg 92. Acht km ten zuidwesten van Dorotea verlaat de E45 het Zweedse Landschap Lapland.
Dorotea heeft een station aan het spoor van de Inlandsbanan.

## Afbeeldingen

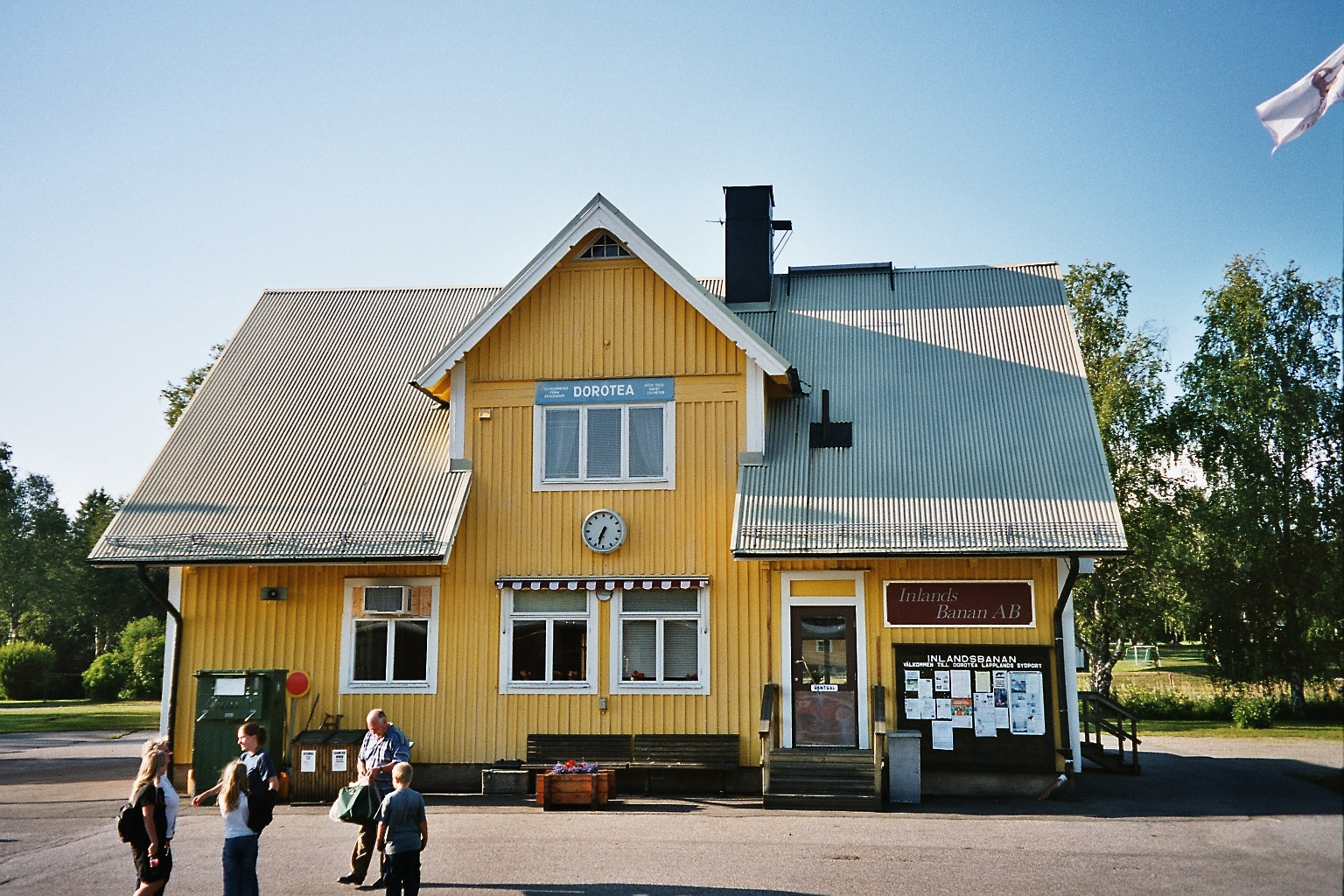
Treinstation van Dorotea
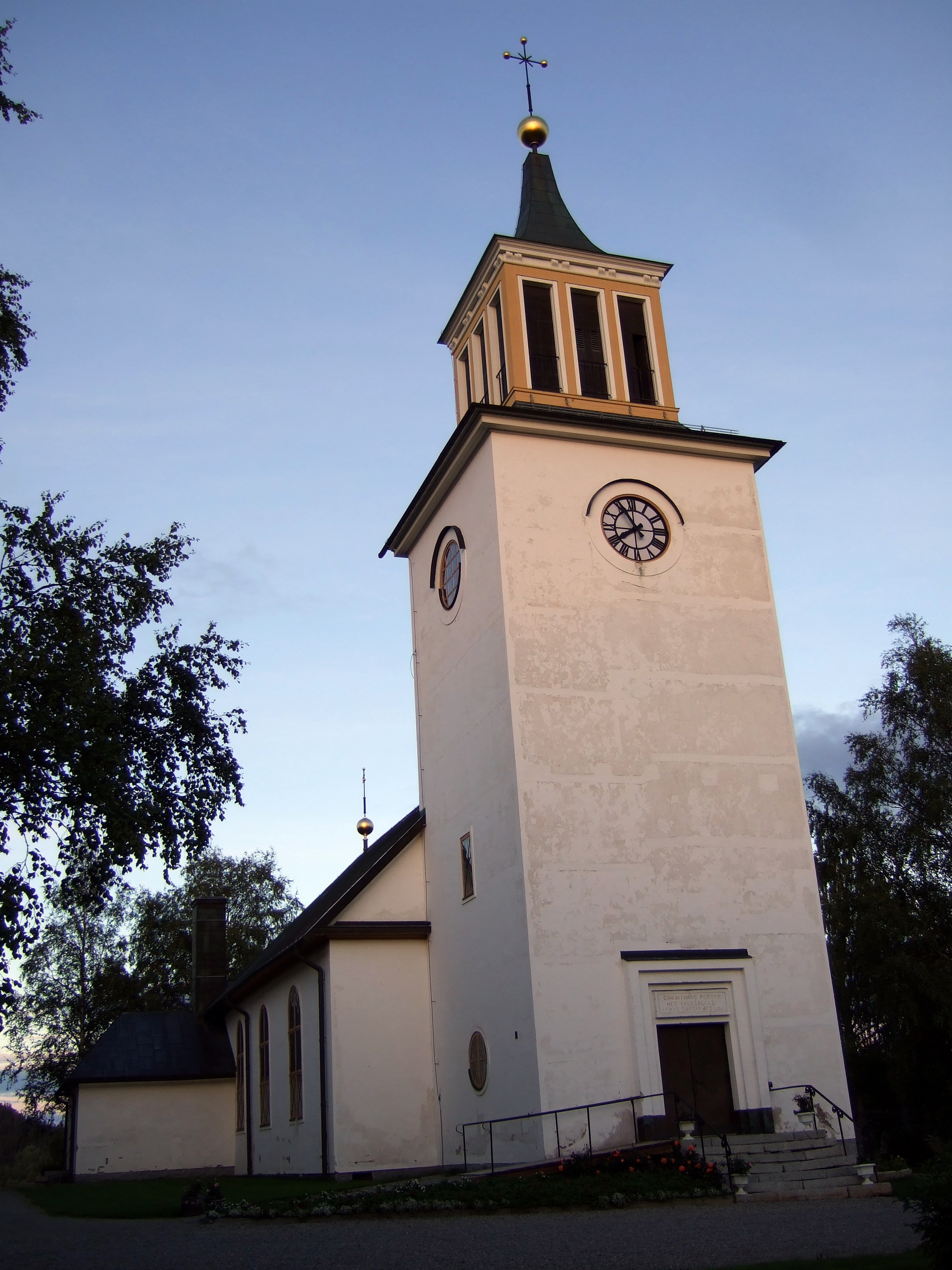
De Kerk
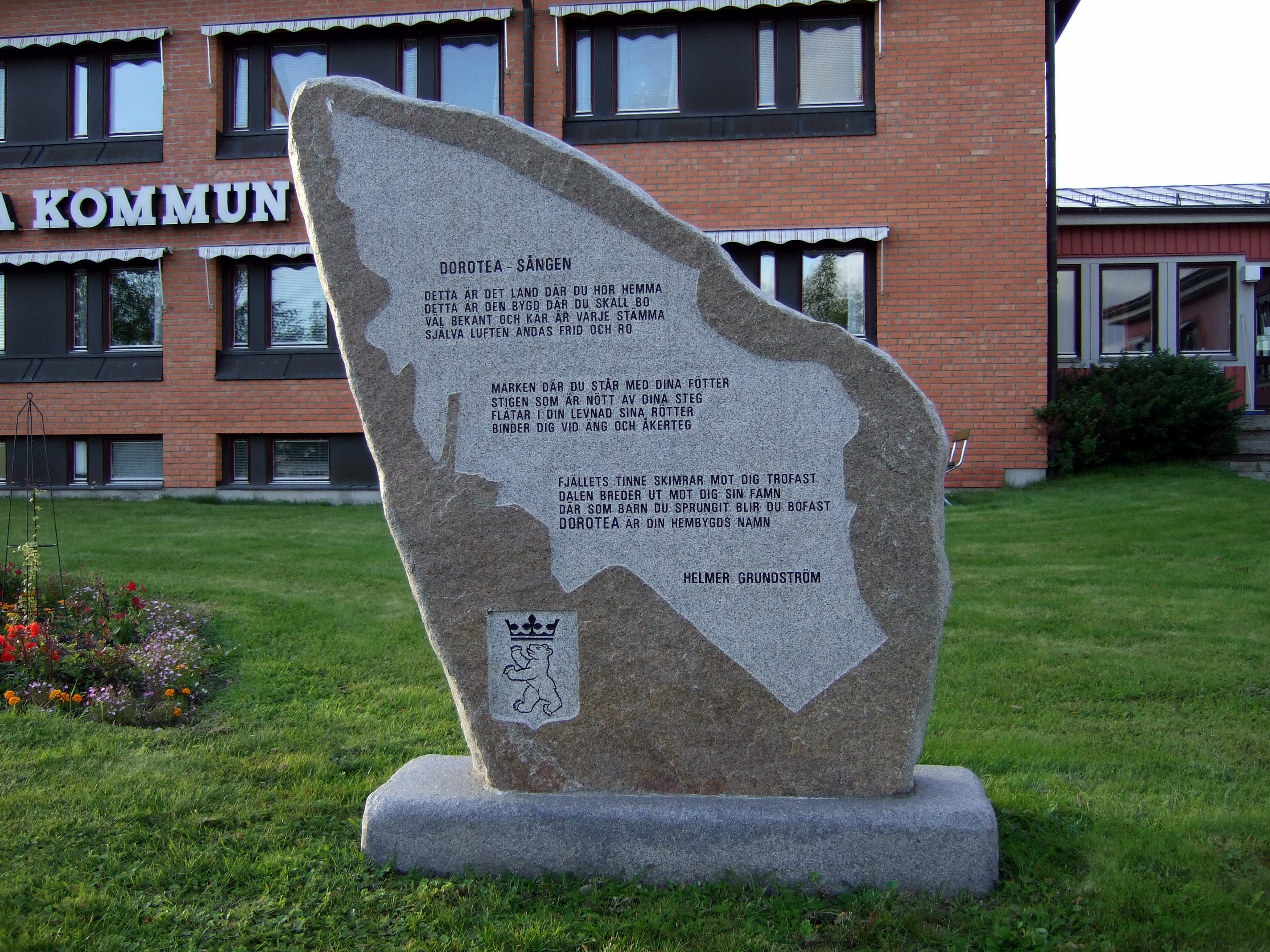
Kunstwerk voor het gemeentehuis
Wapen van de gemeente Dorotea

Bestuurscentrum / Tätort: Dorotea
Småort: Avaträsk · Högland · Svanabyn · Västra Ormsjö
Overig: Bellvik · Borgafjäll · Fågelsta · Granåsen · Häggås · Korssele · Lajksjö · Lavsjö · Mårdsjö · Rajastrand · Risbäck · Storjola · Storbäck · Ullsjöberg · Östra Ormsjö